# Силициды
Силици́ды — соединения кремния с менее электроотрицательными элементами (как правило, металлами). Силициды известны для щелочных (Li, Na, K, Rb, Cs) и щелочноземельных металлов (Be, Mg, Ca, Sr, Ba), большей части d-металлов и f-металлов. Ag, Au, Zn, Cd, Hg и все p-элементы силицидов не образуют.

## Строение силицидов
Строение силицидов зависит от типа химической связи между атомами кремния и металла. Силициды щелочных и щелочноземельных металлов имеют ионно-ковалентную связь M-Si, силициды переходных металлов — металлоподобную. В последних взаимодействие между атомами элементов обусловлено также металлической связью между атомами металла и ковалентной связью между атомами кремния. Чем меньше донорная способность металла, тем выше доля ковалентной составляющей связи M-Si.
Силициды простого состава имеют плотнейшую кубическую упаковку либо кубическую объёмноцентрированную решётку. При повышении содержания кремния в силицидах возникают кристаллические структуры с Si-Si связями (пары, цепи, слои, каркасы, трёхмерные структуры). Большая часть таких силицидов имеет составы от M3Si до MSi2: MSi2, M5Si3, M3Si, M2Si3, M2Si. Ряд элементов образует силициды различного состава. Минимальное содержание кремния наблюдается в Cu8Si, максимальное — в у силицидов щелочных металлов, например, в CsSi8.
Щелочные металлы, за исключением лития, способны образовывать силициды состава MSi, в которых атомы кремния образуют тетраэдры Si4. Такие силициды при нагревании переходят в MSi6 и M8. Литий образует сложные силициды состава Li22Si5, в которых присутствуют связи Li-Li ковалентного характера.

## Физические и химические свойства силицидов
Металлоподобные силициды обладают электропроводностью, а некоторые высшие силициды являются полупроводниками. Ряд силицидов, например, V3Si, при низких температурах обладают сверхпроводимостью. Силициды s- и d-элементов обладают слабыми парамагнитными или диамагнитными свойствами. V3Si, Cr3Si, Mo3Si — антиферромагнетики, силициды редкоземельных элементов — ферро- или антиферромагнетики.
Силициды щелочных металлов бурно, со взрывом, реагируют с водой с выделением силанов, легко окисляются кислородом воздуха. Силицид магния Mg2Si не реагирует с водой и растворами щелочей, но взаимодействует с растворами кислот. Силициды щелочноземельных металлов также разлагаются водой, растворами кислот и щелочей.
Силицид бериллия Be2Si до конца не изучен (из-за своей крайней нестойкости).
Лантаноиды образуют силициды различного состава, устойчивы к действию кислорода до температуры ~500°C, сравнительно устойчивы к действию воды - окисляются только при долгом кипячении с выделением силанов и водорода. Аналогичные соединения актиноидов легче окисляются на воздухе, но более устойчивы к действию воды и кислот.
Силициды переходных металлов тугоплавки и стойки к окислению ввиду образования оксидных (металла или кремния) плёнок.

## Получение и применение
Силициды получают прямым синтезом при спекании металла с кремнием или реакцией кремния с расплавом металла.
{\displaystyle {\mathsf {2MeO+2Si\rightarrow Me_{2}Si+SiO_{2}}}}
Взаимодействием кремния с гидридами металлов
{\displaystyle {\mathsf {2CaH_{2}+Si\rightarrow Ca_{2}Si+2H_{2}}}}
Взаимодействием избытка металла на оксид кремния(IV)
{\displaystyle {\mathsf {SiO_{2}+4Mg\rightarrow Mg_{2}Si+2MgO}}}
В технической физике и автоматике используется силицид ванадия V3Si как сверхпроводник, силицид рения ReSi как полупроводник. Многие силициды входят в состав жаростойких материалов, например дисилицид молибдена MoSi2. Большое практическое значение имеет ферросилиций.
Некоторые силициды редкоземельных элементов используются как высокотемпературные поглотители нейтронов в атомной промышленности.